# Webley R.I.C.
Webley R.I.C. (сокращение от Royal Irish Constabulary) — револьвер королевской ирландской полиции, выпущенный компанией «Webley & Son Company» в 1867 году в Бирмингеме и принятый на вооружение в 1868 году. Оснащён восьмигранным стволом, привинченным к неразъемной рамке; барабан у револьверов раннего выпуска гладкий, у позднего с долами. Ударно-спусковой механизм двойного действия. Стержень экстрактора располагается в полой центральной оси.